# Hybos particularis
Hybos particularis är en tvåvingeart som beskrevs av Yang, Yang och Hu 2002. Hybos particularis ingår i släktet Hybos och familjen puckeldansflugor. Inga underarter finns listade i Catalogue of Life.